# Gaertnera diversifolia
Gaertnera diversifolia är en måreväxtart som beskrevs av Henry Nicholas Ridley. Gaertnera diversifolia ingår i släktet Gaertnera och familjen måreväxter. Inga underarter finns listade i Catalogue of Life.